# Relaciones Azerbaiyán-Emiratos Árabes Unidos
Las relaciones Azerbaiyán-Emiratos Árabes Unidos son las relaciones diplomáticas y bilaterales entre estos dos países.

## Relaciones históricas
Las relaciones diplomáticas entre Azerbaiyán y Emiratos Árabes Unidos por primera vez fueron establecidos el 24 de febrero de 1992. Los Emiratos reconocierno la independencia de la República de Azerbaiyán el 30 de diciembre de 1991.
La primera visita oficial del Presidente de la República de Azerbaiyán Heydar Aliyev en 1994 fue el inicio de las relaciones bilaterales entre estos dos países. 
La embajada de Azerbaiyán desde abril de 1994 se encuentra en Riad. La embajada de Emiratos Árabes Unidos en Bakú  funciona desde junio de 1999.
En el junio de 2008 los partes firmaron un acuerdo intergubernamental sobre la cooperación en la esfera judicial. 
En abril de 2019 el Viceministro de defensa de la República de Azerbaiyán - Nacmeddin Sadikov realizó una visita oficial a Riad. En el marco de la visita se celebró el encuentro con el Jefe de Estado Mayor de las Fuerzas Armadas de los Emiratos Árabes Unidos. Los partes firmaron el Acuerdo sobre la cooperación en la esfera militar entre los gobiernos de la República de Azerbaiyán y el gobierno de los Emiratos Árabes Unidos

## Enlaces  externos
- Embassy of the Republic of Azerbaijan to the Kingdom of Saudi Arabia
- Saudi Arabian Embassy in Baku, Azerbaijan
- Azerbaijan’s president hails ties with Saudi Arabia

- Datos: Q21554878
- Multimedia: Relations of Azerbaijan and the United Arab Emirates / Q21554878